# Thomas De Thaey
Thomas De Thaey (Dendermonde, 15 maart 1991) is een Belgisch basketballer.

## Carrière
De Thaey speelde in de jeugd van Bornem Basket, Scarlet Vilvoorde, Sint Jan Basket, Bavi Vilvoorde en Antwerp Giants. Bij deze laatste speelde hij in de eerste klasse maar na een seizoen in het eerste team ging hij naar de Spaanse opleidingsploeg Canarias Academy en speelde collegebasketbal voor North Carolina State Wolfpack. Hij keerde terug naar België en ging spelen voor BC Oostende na een seizoen maakte hij de overstap naar Kangoeroes Willebroek.
In 2014 ging hij spelen voor Antwerp Giants maar bleef opnieuw maar een seizoen en ging spelen bij de Leuven Bears. Na een seizoen ging hij spelen voor de Okapi Aalstar. Van 2017 tot 2018 speelde hij voor het Roemeense Timba Timișoara, hij ging het volgende seizoen spelen voor het Franse BC Orchies. Van 2018 tot 2019 was hij aan de slag bij Oliveirense Basquetebol, het volgende seizoen ging hij naar Spanje en ging spelen voor CB Breogán. Het volgende seizoen keerde hij terug naar Oliveirense Basquetebol.
In 2021 maakte hij de overstap naar het Spaanse Club Melilla waar hij ploeggenoot was van Amaury Gorgemans, in februari 2022 keerde hij terug naar Portugal en ging spelen voor Imortal BC. Vanaf maart 2023 kwam hij uit voor het Uruguayaanse Goes Montevideo. In oktober 2023 tekende hij een contract bij het Filipijnse Terrafirma Dyip. Hij speelde in 2024 voor het Indonesische Amartha Hangtuah.

## Erelijst
- Belgisch landskampioen: 2013
- Belgisch bekerwinnaar: 2013
- Taça Hugo dos Santos de Portugal: 2019
- Supercup van Portugal: 2019
- Portugees landskampioen: 2019